# 대한민국의 계획도시

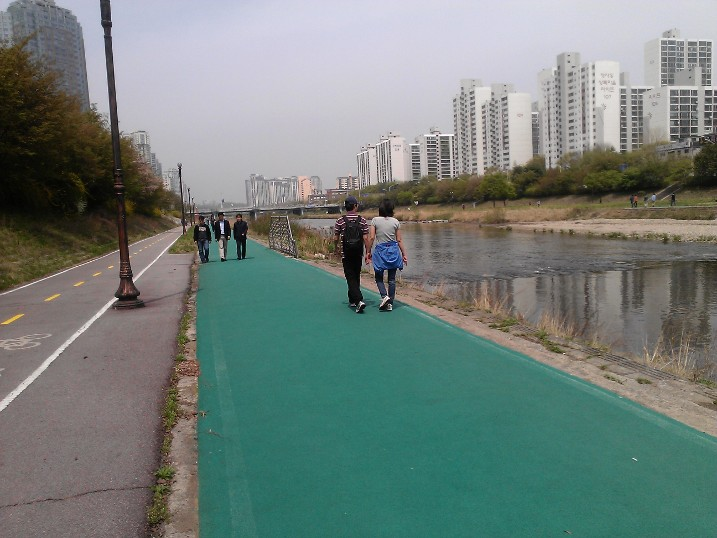
분당신도시 전경

대한민국의 계획도시는 중앙정부 또는 지방자치단체의 계획에 의해 재정비되거나 새로 개발되는 지역들을 뜻한다. 대한민국에서는 1960년대부터 근대적 의미의 신도시가 개발되기 시작했으며 주로 공업발전이나 인구 과밀화 해소를 목표로 하는 계획도시가 대부분이었다. 2000년대 들어서는 경제자유구역, 행정기능 이전, 서민 주택공급을 목표로 하는 다양한 형태의 계획도시가 건립되었거나 개발되고 있었으며, 2014년 9월 1일 부동산 대책 발표를 기점으로 택지개발촉진법이 폐지되어 대규모의 계획도시는 지정되지 않고 있다.

## 계획 도시 종류

### 공업 도시, 공단 배후 도시
경제 발전을 위한 공단 조성과 맞물려, 공단의 주거인프라 조성을 목표로 계획되는 도시이다. 1970년대 여천(현 여수시), 창원시 등에 조성되었으며 신도시라는 용어도 이때 등장하였다. 여천, 창원 외에도 안산시 역시 공단을 낀 계획도시로 잘 알려져있다.

### 신도시
신도시라는 용어 자체는 많은 계획도시 사업에서 사용되었으나, 현대적인 의미의 신도시는 1980년대 후반 시작된 제1기 신도시를 시작으로 사용되었다. 일산신도시, 분당신도시등에 이에 속하며 현재는 2기 신도시 사업들이 진행되고 있다.

### 보금자리주택
보금자리주택은 이명박 정부의 서민주거안정 정책으로 공공이 짓는 중소형 분양주택과 임대주택을 포괄하는 주택이다. 개발제한구역을 해제하여 개발한 구역이 많으며, 주변시세보다 상대적으로 저렴하다는 장점이 있지만, 투기방지대책으로 일정기간 전매제한과 의무거주등의 조건이 있다. 보금자리 주택은 분양가 상승 억제와 소외계층 수혜, 서민주거 안정 등의 순기능이 있었으나 부동산 투기현상, 매매시장 위축, 민간분양 위축 등의 부작용도 관찰되었다

### 행복주택
박근혜 정부 출범 이후, 보금자리주택 사업 추진 과정 중 드러난 문제점을 보완하여 행복주택이라는 명칭으로 사업을 추진하고있다. 서민주거안정이라는 목표는 동일하나 임대주택 위주로 공급을 한다는 차이가 있으며 토지비가 저렴한 유수지나 철도 위에 데크를 씌우는 방식 등이 검토되고 있다. 하지만 1700만 원으로 예상되는 높은 건축비와 지역주민의 반발 등으로 인해 2013년 12월까지 공사를 시작한 행복주택은 없었으며 가좌지구가 철도부지를 활용해 2014년 상반기 중 착공하였다.

### 뉴타운
뉴타운의 정식 명칭은 재정비촉진사업이다. 현재 서울, 대구, 인천, 경기에 있다.

### 법조타운
법조타운은 법원, 검찰청 단위로 들어서는 개발 사업지다.

## 계획도시의 역사
계획도시는 1960년대 대도시의 인구 과밀화와 공업단지 활성화를 발단으로 신도시를 구상함으로 시작되었다. 1967년 2차 5개년계획기간에 627억원의 자금을 투입하여 당시 5대도시로 불리던 서울, 부산, 대구, 대전, 광주에 41만호 수준의 대주택단지를 조성하게 되었으며, 1,044억원 수준의 과밀지역 정비계획과 같이 진행되었다. 1970년대에는 대덕연구단지, 강남등이 계획도시로 개발되었으며, 1980년대에는 목동, 상계동 등의 도내신도시와 분당신도시가 주택 중심으로 추진되었다. 계획도시 사업에는 여러 가지 목표가 있으나, 주택시장 안정과 주택문제 해결을 목표로 추진되는 사업들이 많았다. 이후 주택 부족문제 개선에 따라 대규모 계획도시의 실익이 저하되어 2014년 9.1 부동산 대책에 따라 관련법령인 택지개발 촉진법이 폐지되었다.

## 비판과 부작용
대한민국의 계획도시들은 주택의 안정적인 공급과 주거환경 개선 등에 기여한 반면, "부동산 광풍"으로 비유되는 투자 과열 현상이 일어나기도 했다. 이는 결국 빈부격차를 심화시켰으며 집값 폭락 현상으로 이어지기도 하였으며 하우스 푸어로 불리는 신 빈곤층을 양산해내어 사회적 문제로 대두되기도 했다.
1기 신도시의 경우 다수의 주택이 공급되었으나, 자급자족 기능이 없는 베드타운으로서의 한계를 드러내기도 하였으며 2기 신도시의 경우 이를 해결하기 위해 기업이나 공공청사 등을 같이 유치하여 자족기능을 갖추도록 추진하고 있다. 하지만 일부 계획도시의 경우 계획되었던 주요기관 이전이 연기, 취소되거나 장기 미분양 현상이 일어나 충분한 인프라를 갖추지 못하는 현상이 일어나고 있으며
관계기관 사이의 정책 이견으로 인해 방치되는 지역도 있었다.

## 같이 보기
- 신도시